# 朱友珪
朱友珪（886年—913年3月27日），史稱梁郢王、庶人友珪、元兇友珪，五代時期後梁皇帝，為後梁太祖朱温之第三子，弑父自立后不得人心，为朱友貞發動政變推翻自殺，死後被追廢為庶人。

## 早年
光啟元年（885年）年初，剛剛上任宣武軍節度使的朱温率軍進駐亳州抵禦秦宗權，召一營妓侍寢，一個月後將返回汴州，營妓卻懷了孕。懼内的朱溫就在亳州將她安頓了下來，最後生下了朱友珪，朱溫很高興，給他取小名“遙喜”，後來將他們接回汴州。開平元年（907年）朱温篡唐後，於五月初九（6月22日）將他封為郢王。開平四年（910年）十月被任命為檢校司徒、左右控鶴都指揮使，兼管四蕃將軍，乾化元年（911年）兼諸軍都虞候。
乾化二年閏五月十五（912年7月2日），朱溫病情加重，此時朱溫的長子郴王朱友裕已死，次子博王朱友文是朱温的養子，十分受寵，此時擔任建昌宮使，和擔任東都馬步都揮指使的四子朱友貞一起駐守汴州，朱溫雖然沒有立朱友文為太子，但非常看好他，朱友珪並不受寵，又曾因為犯錯而挨打，更加感到不安。六月初一（7月17日），朱溫派敬翔貶朱友珪為萊州刺史，但只是傳達旨意，沒有下發詔書，朱溫脾氣向來不好，生病後又喜怒無常，當時被貶官的很多隨即被賜死，朱友珪更加害怕。

## 篡弑
六月初二（7月18日），朱友珪換上便裝到了左龍虎軍找統軍韓勍，將政變計劃告訴他，韓勍見到功臣宿將多以小過而被處死，於是與朱友珪合謀，派了五百親兵與朱友珪混在控鶴軍中進宮埋伏。半夜，朱友珪帶兵冲入萬春門到了朱溫的寢宮，侍從全部逃散，朱溫驚慌起身：“是誰造反？”朱友珪上前：“不是別人！”朱溫大罵：“我早就懷疑你不是東西，怎麽沒早點把你殺了，你怎麽忍心殺你爹！”朱友珪回罵：“老賊碎尸萬段！”朱友珪的親信馮廷諤拿著劍朝朱溫冲來，朱溫繞著柱子跑，馮廷諤好幾次都砍到了柱子上，最後朱溫沒力氣了，倒在床上，馮廷諤一劍捅穿了朱溫的腹部，腸胃都流了出來。
朱友珪親自用破毡子將朱溫的尸體裹起來，埋在寢宮裏秘不發喪，同時派供奉官丁昭溥到汴州假傳聖旨，命令均王朱友貞殺死朱友文。第二天偽造朱溫詔書，謊稱朱友文“謀逆”，自己“領兵勦戮”，“命令”自己主持軍國大事。韓勍為朱友珪出主意用大量金帛賞賜諸軍和百官，兩天後（7月21日）丁昭溥帶回了朱友文的死訊，朱友珪才發喪，宣布了朱溫的“遺詔”。六月十六（8月1日），朱友珪在朱溫的棺材前即皇帝位。

## 施政
政變之後，人情洶洶，六月二十（8月5日），許州軍士嘩變，馬步都指揮使張厚殺匡國軍節度使韓建，朱友珪不敢責問，任命他為陳州刺史。而駐守在魏州的宣義軍節度使楊師厚乘機驅逐了年少的天雄軍節度使羅周翰，朱友珪只好任命楊師厚為天雄軍節度使，改任羅周翰為宣義軍節度使，同時以侍衛諸軍使韓勍兼任匡國軍節度使。
七月初二（8月16日），朱友珪大赦天下，七月初九（8月23日），派刑部尚書李皎封吳越王錢鏐為尚父，七月十九（9月2日），以均王朱友貞為開封尹、東都留守，七月廿一（9月4日），廢除建昌宮使，將其管理財政和穀物的職權轉給國計使，以河南尹張宗奭擔任國計使。將茶、鹽、酒、麯的商稅改屬地方財政。
八月，駐守懷州的龍驤軍三千人嘩變，朱友珪派東京馬步軍都指揮使霍彥威、左耀武指揮使杜晏球討平之，擒殺其都將劉重遇於鄢陵。兵部尚書知崇政院事敬翔是朱溫的腹心，朱友珪恐其不利於己，就以敬翔為中書侍郎、同平章事，以戶部尚書李振為崇政院使，敬翔於是多稱病不參與政事。
朱友珪篡位後，駐守河中的護國軍節度使冀王朱友謙等功臣宿將都很憤怒，朱友珪加朱友謙侍中、中書令，令其進京，朱友謙對使者揚言要到洛陽問罪，朱友珪於是派牛存節、康懷貞、韓勍等將領出兵進攻朱友謙，朱友謙向李存勖求救，李存勖派兵援救，大破梁軍。楊師厚占據魏博後，位高權重又手握大軍，看不起朱友珪，遇事往往獨斷專行，朱友珪忌憚他，召之進京議事，楊師厚於是帶領精兵萬人渡河前往洛陽，到了洛陽後將軍隊留在城外與十餘人入見，朱友珪只好用好話安撫他，賞賜了很多財物將他送走。荊南節度使高季昌則出兵，聲稱要助梁伐晉，進攻襄州，被山南東道節度使孔勍擊敗，自此高季昌不再向後梁朝貢。
朱友珪為朱溫上廟號太祖，諡號神武元聖孝皇帝，十一月初十（12月21日），將朱溫葬在伊闕縣的宣陵。第二年正月二十（2月28日），朱友珪朝享太廟，第二天祀天於洛陽南郊，大赦，改元鳳曆。

## 自殺
朱友珪弑父篡位後就大肆荒淫，朱友貞與楊師厚、駙馬都尉趙岩、左龍虎統軍袁象先等密謀討伐他。二月十七（3月27日）早上，袁象先等率禁兵數千人突入宮中，朱友珪聞變，與皇后張氏及馮廷諤逃到北垣樓下想翻牆逃跑，發現跑不掉了，就命令馮廷諤先殺妻，後殺己，馮廷諤亦自刎。朱友貞即位後，恢復了朱友文的官爵，追廢朱友珪為庶人。

## 評價
由於弑父篡位，《舊五代史》和《新五代史》均不承認其帝位，將其在位期間的史事附於朱溫和朱友貞的本紀的結尾和開頭。後周張昭在編撰《梁實錄》時上表請求依《宋書》劉劭的例子將朱友珪書為“元兇友珪”。編撰《新五代史》的歐陽修被問及為何不按《春秋》的慣例為在位時間橫跨兩年且改了元的朱友珪作本紀時這樣解釋：「春秋之法，君弑而賊不討者，國之臣子任其責。予於友珪之事，所以伸討賊者之志也。」

## 影視形象
| 年份   | 地區 | 作品               | 演員   |
| 2016年 | 中國 | 《画江湖之不良人》 | 雯小昭 |
| 2020年 | 中國 | 《狼殿下》         | 林佑威 |